# No.6 Све су се моје цуре удале
Све су се моје цуре удале је шести албум групе Валентино из 2001. Ово је први албум који је изашао после ратова 90-их.
Албум садржи 11 песама од којих су хитови "Кад се спусте завијесе", "Одлазим, корак напријед, назад два", "Боја твојих усана"...

## Позадина
Група је почетком 90-их година снимио песму "Када струје нестане", међутим почео је рат у Босни.
За то време, изашло је неколико компилација, као и демо албум под називом Моја кућа путујућа. Зијо је тада путовао светом и тако сарађивао са иностраним музичарима.
Почетком 2000-их година, Зијо се из Амстердама преселио у Ријеку.

## Албум
Албум је сниман у периоду 1998-2001 са Никшом Братошем као продуцентом. Албум садржи елементе из 80-их година као и модерног брит-попа.
Албум је праћен спотовима за "Кад се спусте завијесе", "Одлазим, корак напријед, назад два", "Боја твојих усана" и "Упомоћ". Све спотове је режирала Катја Рестовић.

## Списак песама
| №   | Назив                     | Трајање |  |
| 1.  | Кад се спусте завијесе    | 4:17    |  |
| 2.  | Одлазим                   | 5:41    |  |
| 3.  | Када струје нестане       | 4:14    |  |
| 4.  | Куцаћеш на вратима        | 4:10    |  |
| 5.  | Боја твојих усана         | 4:57    |  |
| 6.  | Љуби злато                | 4:17    |  |
| 7.  | Све су се моје цуре удале | 3:41    |  |
| 8.  | Упомоћ                    | 4:30    |  |
| 9.  | 300 година                | 5:20    |  |
| 10. | Иза поноћи                | 4:08    |  |
| 11. | Come on                   | 2:50    |  |